# Domenico de Rossi
Pour les articles homonymes, voir Rossi.
Domenico de Rossi (né en 1659 à Rome et mort en 1730) était un éditeur et imprimeur de gravures italien de la fin du XVIIe siècle et du début du XVIIIe siècle, célèbre pour avoir publié de nombreux livres avec des gravures d'architecture de grande diffusion pour l'époque, grâce auxquels il contribua significativement à la diffusion du style baroque à travers l'Europe.

## Biographie
Originaire de Rome, Domenico de Rossi n'est pas lui-même un architecte mais publia trois volumes de gravures représentant les façades et les hauteurs des édifices baroques de Rome, qu'il s'agisse d'églises ou de palais. Rossi intitula son œuvre Studio d'architettura civile di Roma (1702, 1711 et 1721).
Les dessins comprennent notamment quelques projets inaboutis de Gian Lorenzo Bernini et Francesco Borromini. Le premier tome, dédicacé au pape Clément XI, propose une grande variété de styles en matière de fenêtres, de portes et de ponts, de portiques et de porches, de cheminées et d'escaliers.
Cette série de gravures fut l'une des premières à proposer une présentation du style baroque alors en vogue à Rome. Elle est d'un grand intérêt pour les historiens de l'art et fut réimprimée en 1972, accompagnée d'une préface d'Anthony Blunt.